# On The Edge (película de 2001)
On the Edge (conocida en España como Jugando al límite) es una película estadounidense de comedia y ciencia ficción de 2001, dirigida por Anne Heche, Mary Stuart Masterson, Jana Sue Memel y Helen Mirren, escrita por Anne Heche, John W. Herrera, Keith Laumer, Mary Stuart Masterson, Walter M. Miller Jr., Bruce Holland Rogers y Crispin Whittell, musicalizada por Guy Dagul, Jason Frederick, Jim Goodwin y David Renik, en la fotografía estuvo Michael Barrett, Jeff Levy, Nancy Schreiber y James Whitaker, los protagonistas son John Goodman, Sydney Tamiia Poitier y Beverly D’Angelo, entre otros. El filme fue realizado por Chanticleer Films, Paramount Network Television Productions y Paramount Pictures, se estrenó el 28 de junio de 2001.

## Sinopsis
Se muestra un compilado de tres cortometrajes de ciencia ficción, todos ellos con una orientación definitivamente feminista.